# 逃走中 THE MOVIE:TOKYO MISSION
『逃走中 THE MOVIE:TOKYO MISSION』（とうそうちゅう ザ ムービー トーキョーミッション）は、2024年7月19日に公開された日本映画。

## 概要
2004年より放送を開始し、2024年に20周年を迎えたフジテレビのバラエティ番組『run for money 逃走中』において、「逃走中20th記念プロジェクト」の1つとして同年3月20日に劇場公開が発表。同年4月7日放送の「ハンターと浅草の相棒」内での発表に合わせあらすじやキャストなどの詳報が公開された。

## あらすじ
高校時代に陸上部だった6人は良き仲間でありライバルとして切磋琢磨しながらも、高校卒業後は別々の道を歩んでいた。
そんな6人のもとに「参加人数1000人以上」「エリアは東京23区内」「賞金総額1億円以上」という史上最大規模で開催される「逃走中～MISSION IN TOKYO～」への招待状が送られる。
ゲーム内で再会するもかつての絆を失った6人だが、突如としてゲームが乗っ取られ暴走を始める。
「賞金100億円か、消滅か」のデスゲームと化した逃走中に6人は翻弄されていく。

## 登場人物
橘大和（たちばな やまと）
演 - 川西拓実（JO1）
本作の主人公のひとり。明応大学陸上部の短距離選手。日々に退屈していた中で逃走中からのメールを受け参加する。
大澤瑛次郎（おおさわ えいじろう）
演 - 中島颯太（FANTASTICS）
本作の主人公のひとり。名門大学の数学科に在籍する大学生。高校時代は陸上部の補欠だったが、人一倍仲間想い。
伊香賢（いこう けん）
演 - 木全翔也（JO1）
本作の主人公のひとり。大学生。現在はFXや株などの投資に夢中。大和と共に参加のメールを受け取り、共に逃走中に参加する。
北村勇吾（きたむら ゆうご）
演 - 金城碧海（JO1）
本作の主人公のひとり。町工場の三代目社長。高校卒業後父が亡くなり、工場を引き継ぐも資金繰りに悩んでおり、家族と自分のために逃走中に挑む。
西園寺陸（さいおんじ りく）
演 - 瀬口黎弥（FANTASTICS）
本作の主人公のひとり。専門学校生。常に明るく振る舞う陸上部のムードメーカーで、ファッションオタクの一面も持つ。
寺島譲司（てらしま じょうじ）
演 - 佐藤大樹（FANTASTICS）
本作の主人公のひとり。元陸上部のエース。突如として姿を消し、逃走中の舞台で5人と再会する。
本郷マリ
演 - 田鍋梨々花
高校3年生。カイの姉。カイと共に逃走中に参加するが、突如としてデスゲーム化した逃走中に巻き込まれる。
本郷カイ
演 - 川原瑛都
小学3年生。マリの弟。とある出来事がきっかけで心を閉ざしており、話すことができないため、背負っているリュックの紐につけたボタンの音声で他者とやり取りを行う。
鈴木 / スズキ
演 - 長井短
今回のゲームにおけるトラブルメーカー。
剛田
演 - 松本ししまる
スズキの部下。愛称は「ゴリ」。
七星
演 - 林隼太朗
スズキの部下。愛称は「ダン」。
本人役
演 - 津田篤宏（ダイアン）、長谷川雅紀（錦鯉）、クロちゃん（安田大サーカス）、久保田かずのぶ（とろサーモン）、小宮浩信（三四郎）、大久保嘉人、ハリー杉山、景井ひな、大島麻衣、横山涼、HIKAKIN
「逃走中 MISSION IN TOKYO」に参加する芸能人逃走者たち。
マスコットキャラクター&ご当地キャラクター
演 - ガチャピン、くらもん、まんぷく昼太郎、ドンペン、出世大名家康くん、出世法師直虎ちゃん、ぐんまちゃん、ふっかちゃん、イヌナキン・ゆるナキン、とち介、つるゴン、キャベッツさん
「逃走中 MISSION IN TOKYO」に参加するキャラクター逃走者たち。
ゲームマスター「K」
演 - 松平健
突如として逃走中を乗っ取り、新たなゲームマスターに君臨する。正体、目的ともに謎に包まれている。
カメーリア
演 - 内田慈
ヨシナガ
演 - 笠原秀幸
パンパンジー
演 - 本多力
ゲームマスター「K」の手下たち。
謎の男
演 - 岡宏明
正体はもちろん、行動原理、目的など全てが謎の男。

## スタッフ
- 監督：西浦正記[9]
- 脚本：青塚美穂[9]
- 音楽：得田真裕[10]
- 主題歌：JO1「Believe in You」（LAPONE Entertainment）[11]
- ファイティングテーマ：FANTASTICS from EXILE TRIBE「ブレイクライン」（rhythm zone）[9]
- 製作：大多亮、吉村文雄[10]
- 製作統括：臼井裕詞
- プロデューサー：高田雄貴、野崎理、中山ケイ子、郷田悠、笹谷隆司[10]
- 撮影：安藝孝仁[10]
- 照明：坂本俊[10]
- 録音：照井康政[10]
- 美術プロデューサー：江口亮太[10]
- 美術：沖原正純[10]
- 装飾：髙出裕介[10]
- 編集：涌井真史[10]
- 選曲：泉清二[10]
- 音響効果：荒川翔太郎[10]
- フィニッシングエディター：勝又秀行[10]
- VFX：菅原悦史[10]
- スタントコーディネート：髙橋伸稔[10]
- 記録：巻口恵美[10]
- 助監督：相沢淳[10]
- 配給：東映[9]
- 制作プロダクション：FCC[10]
- 製作：フジテレビジョン、東映、FNS27社[10]

## キャンペーン
挑戦中〜「逃走中 THE MOVIE」公開記念SP〜
- 2024年7月13日 0:55 - 1:05
- 2024年7月16日 0:35 - 0:45
- 2024年7月18日 0:55 - 1:05
- 2024年7月19日 0:35 - 0:45
- 2024年7月20日 1:05 - 1:15

公開直前に関東ローカルで放送されたミニ番組。メインキャスト6人が告知タイム獲得を目指し、提示されたミッションに挑戦する。
宣伝ハンター
公開直前から公開期間において、FNS各局の情報番組にハンターが登場し、宣伝を行った。
「逃走中THE MOVIE」特別ミッション
公開直前から公開期間において、全国各地の名所やイオンモール、上映されている映画館などにハンターが放出（時間限定のグリーディング）された。

## 書籍
- 逃走中 THE MOVIE（ノベライズ版）（2024年8月2日発売）（扶桑社） ISBN 4594098290

## DVD・Blu-ray
- 逃走中 THE MOVIE（Blu-ray SPECIAL EDITION）
- 逃走中 THE MOVIE（DVD SPECIAL EDITION）
- 逃走中 THE MOVIE（Blu-ray STANDARD EDITION）
- 逃走中 THE MOVIE（DVD STANDARD EDITION）

いずれも2025年1月8日発売。

## トラブル
2024年3月初旬、私有地であるマンションの入り口を塞ぎ無断で撮影が行われ、その際に抗議した住民に対し担当スタッフが暴言を吐いたとする投稿がSNS上で拡散。その後、3月6日に制作であるFCCが公式サイトにて謝罪文を公表（なお、この時点では映画の情報公開前であったため、撮影中の作品名については伏せられていた）。また、情報公開後の3月29日に行われたフジテレビ定例社長会見で港浩一社長及び大多亮専務取締役が事案が当該作品であることを認め謝罪した一方、「制作が遅れるなどの影響はありません」と説明した。この騒動の影響を受けて、同年4月7日に放送された「逃走中 ハンターと浅草の相棒」では浅草の街中で撮影されたため（収録自体は騒動前の2月に行われた）、放送中は安全に配慮し許可を得て撮影している旨のテロップが流された。